# Korlaće
Korlaće (cyr. Корлаће) – wieś w Serbii, w okręgu raskim, w gminie Raška. W 2011 roku liczyła 443 mieszkańców.